# Hjo
För andra betydelser, se Hjo (olika betydelser).

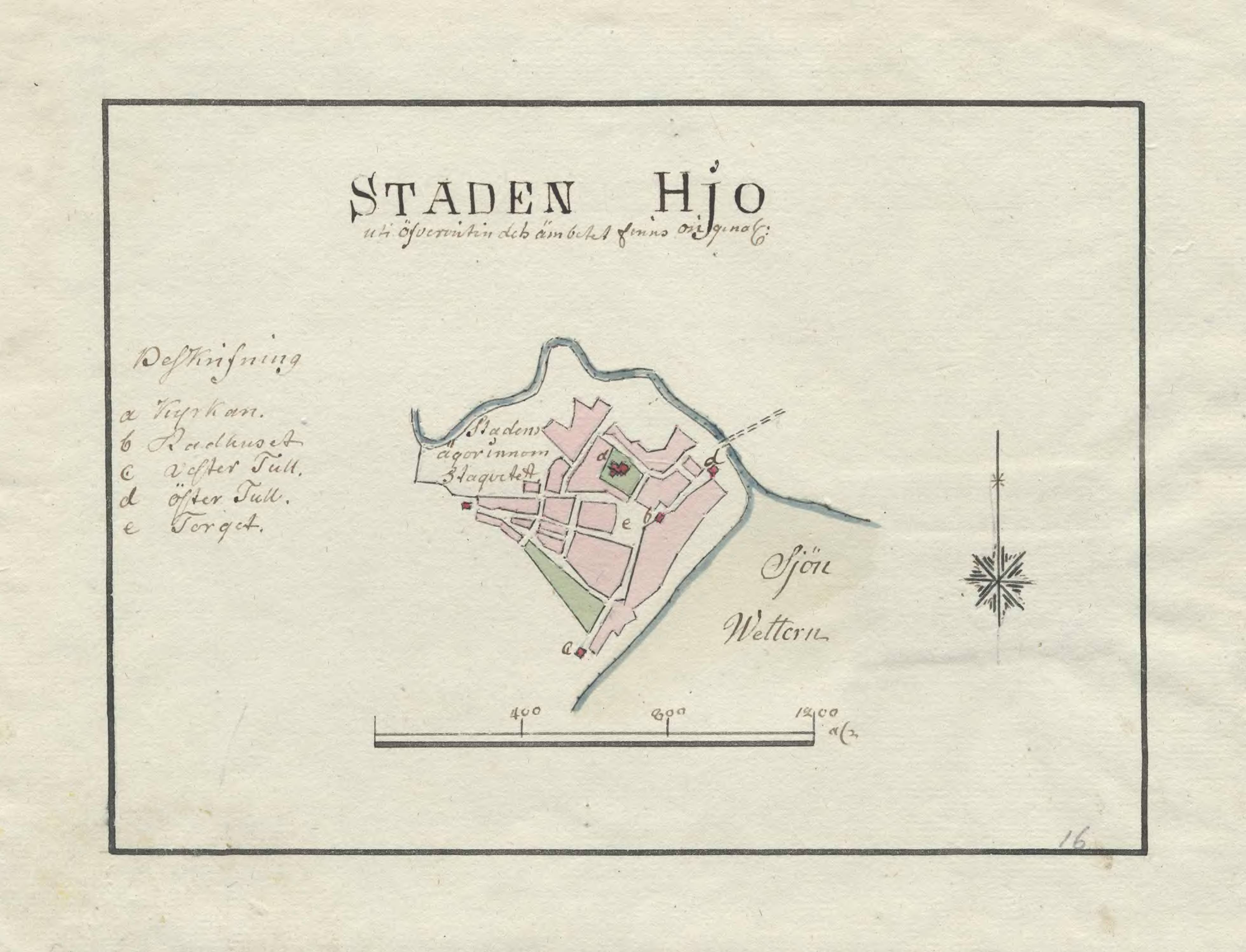
Karta över Hjo från 1790-talet

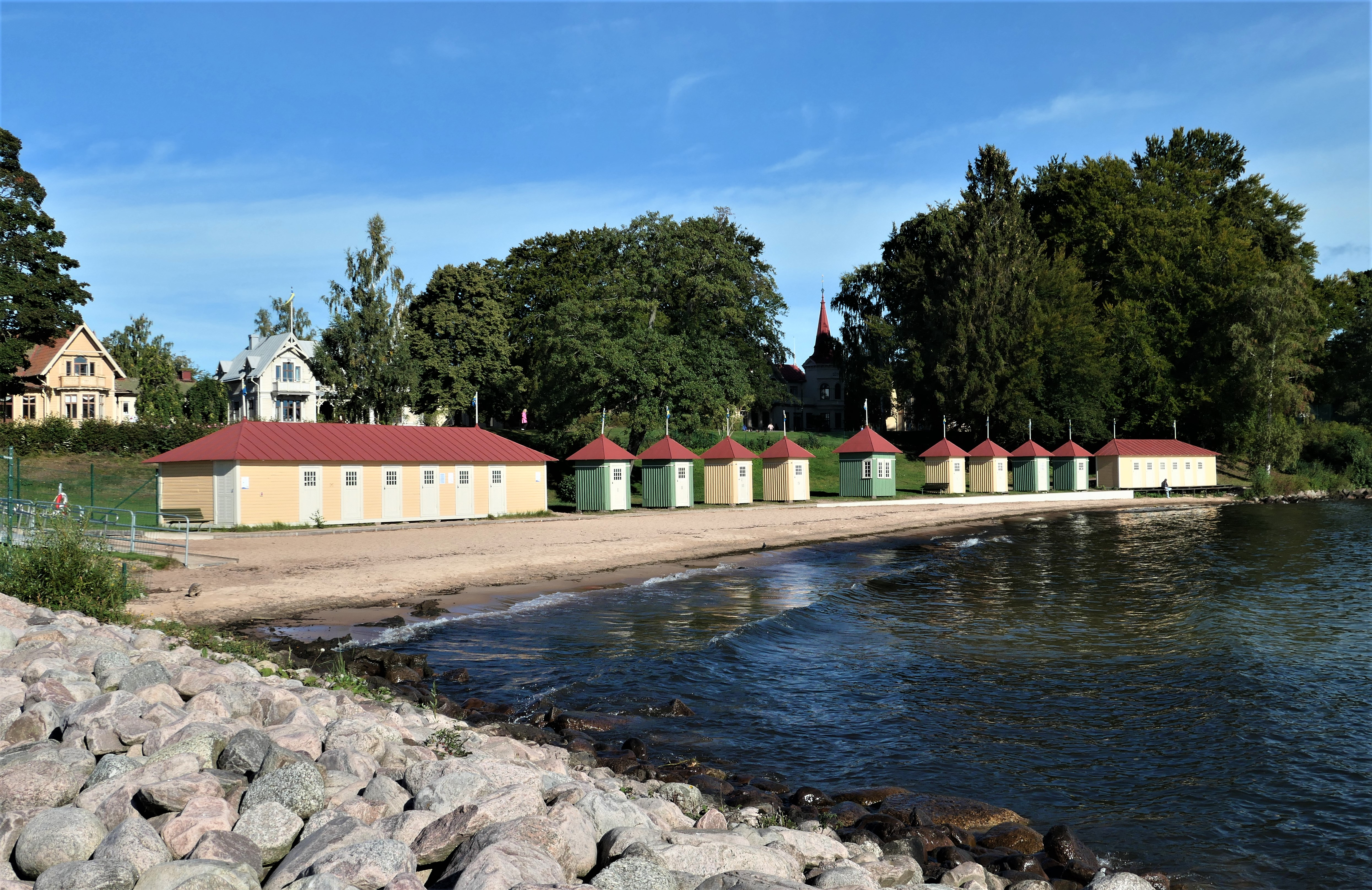
Vy från hamnen mot parken och badhytterna i strandbadet. I bakgrunden till vänster skymtar Villa Victoria och Villa Flora, till höger Villa Götha.

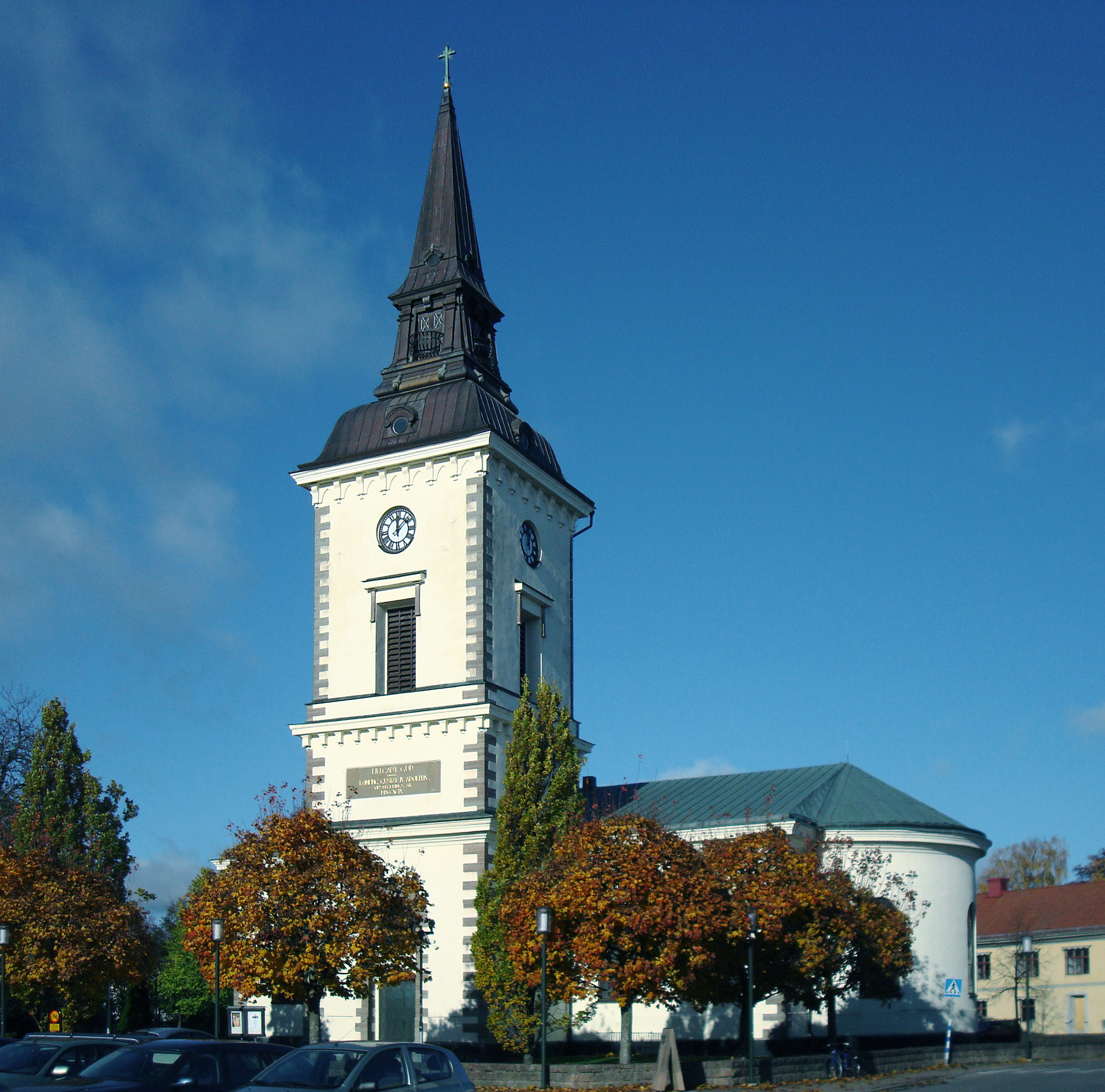
Hjo kyrka vid Stora Torget

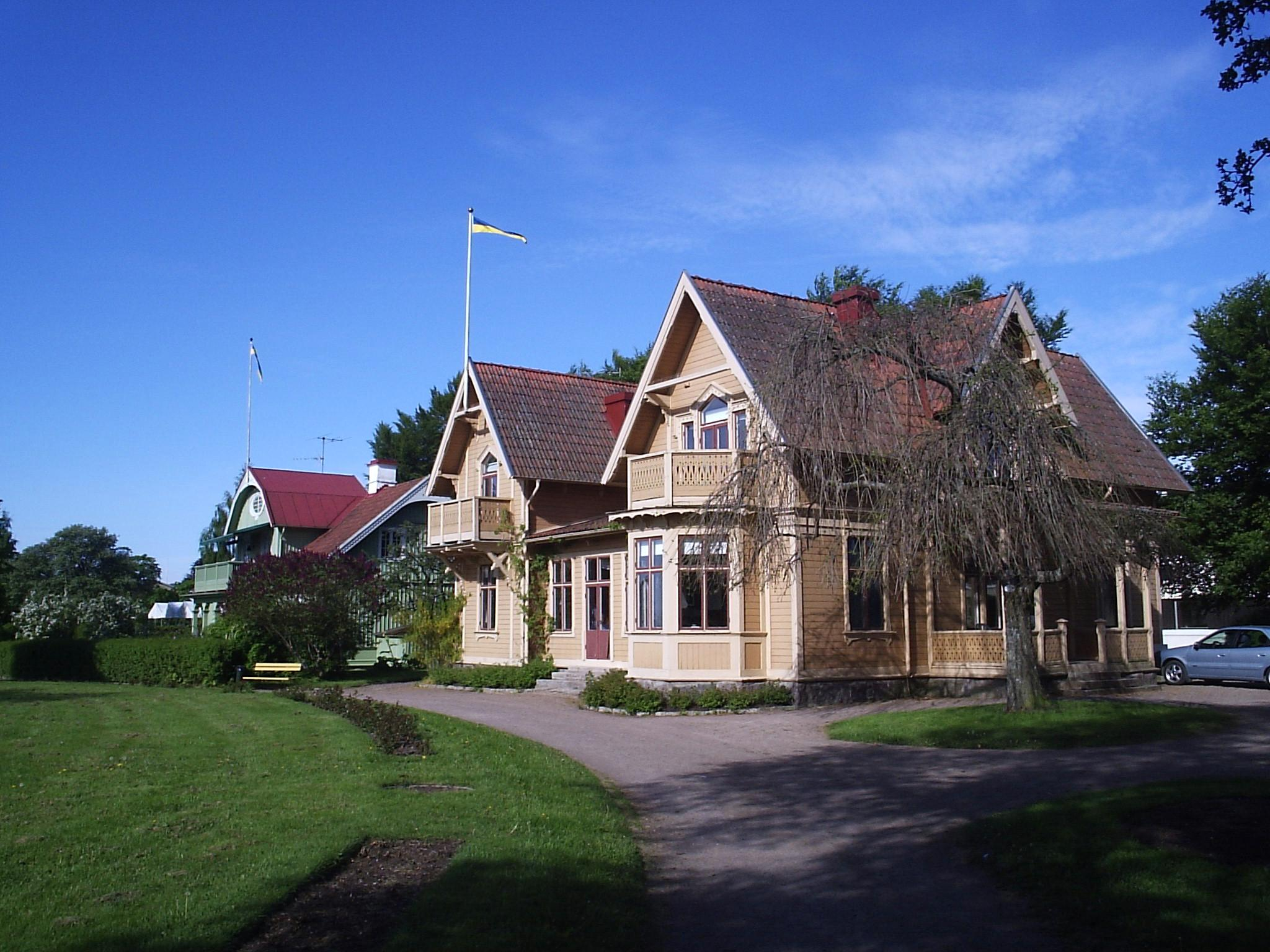
1800-talsvillor i Hjo stadspark, sedda från sjösidan. Till vänster ligger Villa Idun och till höger Villa Victoria, som är ett annex till Hotell Bellevue.

Hjo är centralort i Hjo kommun i Västra Götalands län och har 6 427 invånare (2023). Hjo ligger vid Vätterns västra strand i Guldkroken i Västergötland.

## Namnet
Namnet skrevs 1327 Hyo och kommer från Hjoån. Ånamnets betydelse är 'den oklara, grumliga'.

## Historia
Hjo var från medeltiden en viktig hamn, vilket återspeglas i stadens sigill från 1600-talet och dagens kommunvapen. Hjo fungerade som Västergötlands hamnplats vid Vättern, med direktförbindelser österut till de under senmedeltiden viktiga städerna Hästholmen och Vadstena. Vadstena kloster hade gårdar på Västgötasidan av Vättern och ett eget hamnmagasin i Hjo.
Hjo fick troligen stadsprivilegier i början av 1400-talet, och den första bevarande skriftliga uppgiften om Hjo som stad finns i Erik av Pommerns skattebok från 1413. År 1586 stadfästes och utvidgades stadens privilegier. Hjo förblev dock en mycket liten stad, med ännu 1805 bara 350 invånare. Anläggandet av Göta kanal innebar dock ett uppsving för staden, och 1854 invigdes den nya Hjo hamn, vilken ansågs vara den bästa vid Vättern. År 1873 invigdes den smalspåriga Hjo–Stenstorps Järnväg till Stenstorp vid Västra stambanan och 1878 invigdes Hjo Vattenkuranstalt, vilken lockade besökare sommartid. Hjo fortsatte att växa även efter att Göta kanaltrafiken minskat och Vätterhamnarna förlorat sin betydelse. År 1880 hade staden 1 446 invånare och 1910 2 268 invånare.

### Hjo stadspark och vattenkuranstalten
Huvudartiklar: Hjo stadspark och Hjo Vattenkuranstalt
I Hjo stadspark, som från 2018 är byggnadsminnesmärkt, låg från senare delen av 1800-talet Hjo Vattenkuranstalt.
Kuranstalten grundades av fyra hjobor: godsägaren Harald Röhss på Munkebergs säteri, greven Gustaf Sparre på Almnäs, grosshandlaren Gustaf Sjöstedt och den då nyinflyttade provinsialläkaren Wilhelm Baggstedt. De såg potential i Hjos geografiska placering. Det fanns på denna tid den nyanlagda järnvägen med anslutning till stambanan, och läget vid Vättern var gynnsamt och medgav passagerartrafik med Östergötland via Hästholmen.
Ett par byggnader fanns redan vid parkens anläggande, bland annat nuvarande Villa Idun. De flesta av parkens villor, samt Varmbadhuset, tillkom dock i och med kuranstalten. Dessa skulle inrymma logi, sällskapssalonger och läkarmottagningar för kuranstaltens gäster. År 1878 invigdes vattenkuranstalten. Själva Hjo stadspark ritades 1877 av trädgårdsarkitekten Johan Joseph Sternemann. 
Vattenkuranstalten, senare omdöpt till Hjo Badanstalt, var i kurortsbolagets drift fram till 1932, varefter anstalten gick i konkurs. Verksamheten togs över av staden, men lades ned 1935.

### Trästaden Hjo
Hjo har bevarat karaktären av en 1800-talsträstad med småskalig och välbevarad bebyggelse. Staden tilldelades 1990 Europa Nostras hedersmedalj "för det beaktansvärda bevarandet av den samlade trästaden Hjo, vilket inneburit ett bibehållande av dess särprägel och charm". Sedan 1997 samarbetar Hjo med Eksjö och Nora i nätverket Tre Trästäder för att främja trästädernas besöksnäring.

## Administrativa tillhörigheter
Hjo stad omslöts av Hjo socken. Vid kommunreformen 1862 blev staden en stadskommun med delar av bebyggelsen i Hjo landskommun. År 1952 uppgick både Hjo landskommun och Grevbäcks landskommun i stadskommunen. År 1971 bildades Hjo kommun med Hjo som centralort.
I kyrkligt hänseende tillhörde orten före 1989 Hjo stadsförsamling, med mindre delar i Hjo landsförsamling Från 1989 ingår orten i Hjo församling.
Orten ingick till 1945 i domkretsen för Hjo rådhusrätt, för att därefter till 1971 ingå i Gudhems och Kåkinds tingslag. Från 1971 till 2009 ingick Hjo i Skövde domsaga, för att därefter ingå i Skaraborgs domsaga.

### Befolkningsutveckling
| Befolkningsutvecklingen i Hjo 1960–2020           | Befolkningsutvecklingen i Hjo 1960–2020 | Befolkningsutvecklingen i Hjo 1960–2020 | Befolkningsutvecklingen i Hjo 1960–2020 | Befolkningsutvecklingen i Hjo 1960–2020 |
| ------------------------------------------------- | --------------------------------------- | --------------------------------------- | --------------------------------------- | --------------------------------------- |
|                                                   |                                         |                                         |                                         |                                         |
| År                                                |                                         |                                         | Folkmängd                               | Areal (ha)                              |
| 1960                                              | 1960                                    |                                         | 3 305                                   |                                         |
| 1965                                              | 1965                                    |                                         | 3 619                                   |                                         |
| 1970                                              | 1970                                    |                                         | 4 078                                   |                                         |
| 1975                                              | 1975                                    |                                         | 4 615                                   |                                         |
| 1980                                              | 1980                                    |                                         | 5 523                                   |                                         |
| 1990                                              | 1990                                    |                                         | 6 206                                   | 437                                     |
| 1995                                              | 1995                                    |                                         | 6 305                                   | 437                                     |
| 2000                                              | 2000                                    |                                         | 5 998                                   | 445                                     |
| 2005                                              | 2005                                    |                                         | 6 075                                   | 446                                     |
| 2010                                              | 2010                                    |                                         | 6 094                                   | 454                                     |
| 2015                                              | 2015                                    |                                         | 6 203                                   | 497                                     |
| 2020                                              | 2020                                    |                                         | 6 357                                   | 509                                     |
| Anm.: 2015 utbröts Grebban till en separat småort |                                         |                                         |                                         |                                         |

## Samhälle och ekonomi
Staden delas av Hjoån. Söder om ån ligger Gamla staden, som grundades på medeltiden, och norr om ån Nya staden, som anlades under andra hälften av 1800-talet i samband med att Hjo hamn byggdes, staden fick järnvägsförbindelse med Hjo–Stentorps Järnväg och Hjo Vattenkuranstalt grundades.
Vid Stora Torget ligger Hjo kyrka och Stadshuset. Huvudstråket i staden är fortfarande den gamla nord–sydliga landsvägen på västra Vätterstranden, som i staden löper i Bangatan, Hamngatan och Långgatan.

### Sevärdheter
- Byggnadsminnet Hjo stadspark, som anlades från 1870-talet av Hjo Vattenkuranstalt Aktiebolag.
- Bevarad småskalig trähusbebyggelse från 1800-talet, framför allt i Gamla staden och i Hjo stadspark
- Naturreservatet Hjoåns dalgång mitt i Hjo
- Passagerarångfartyget S/S Trafik från 1892 i Hjo hamn, som sommartid gör turer på Vättern

### Bankväsende
Hjo sparbank grundades 1862 och verkade som en fristående sparbank fram till 1966, då den fusionerades med Skövde sparbank. Verksamheten uppgick efter ett antal sammanslagningar sedermera i Swedbank.
Smålands enskilda bank hade representation i Hjo åtminstone sedan 1860-talet. I början av år 1880 etablerade Skaraborgs läns enskilda bank ett kontor i Hjo och Smålandsbanken drog in sitt. En egen affärsbank för Hjo, Hjo bank, grundades 1907. Hjo bank övertogs 1952 av Skaraborgs enskilda bank. Handelsbanken etablerade sig i Hjo år 1997.
Nordea lade ner sitt lokalkontor den 29 juni 2012. Handelsbanken stängde den 7 juni 2021. Den 2 december 2022 stängde även Swedbank sitt kontor, varefter Hjo saknade bankkontor.

## Kommunikationer

### Vägar
Länsväg 195 leder söderut till Jönköping och norrut till Karlsborg. Vägen gick tidigare nära Vätternstranden genom stadens centrum, men den nord-sydliga trafiken leds nu om på en förbifart väster om bebyggelsen. Länsväg 194 går från Hjo västerut mot Skövde, Länsväg 201 leder mot nordväst till Tibro och Mariestad och Länsväg 193 sydväst till Tidaholm och Falköping. Den regionala pendlingstrafiken går främst till Skövde.
Hjo har med Västtrafik bussförbindelser med framför allt Skövde, men också med Tibro, Tidaholm och Brandstorp.

### Järnvägar
Hjo saknar numera järnvägsförbindelse. Den smalspåriga Hjo–Stenstorps Järnväg byggdes 1872–1873 för att ge Hjo anslutning till Västra stambanan. Efter att ha införlivats i Statens Järnvägar 1948, lades banans persontrafik ned 1961 och ersattes då med landsvägsbussar.  År 1967 lades även godstrafiken ned.

### Sjöfart
Hjo hamn var betydelsefull för stadens utveckling efter tillkomsten av Göta kanal och under den tidiga industrialismen, men Vättern saknar sedan 1930-talet inrikessjöfart av betydelse.

## Kultur och evenemang
- Cykeltävlingen Vätternrundan passerar genom Hjo.
- Slöjdmässan i Hjo är Nordens största slöjd- och hantverksmässa under tre dagar. Mässan anordnas under den andra helgen i juli.